# Stefan Schillhabel
Stefan Schillhabel (* 3. März 1987 in Düsseldorf) ist ein professioneller deutscher Pokerspieler.
Schillhabel hat sich mit Poker bei Live-Turnieren mehr als 10 Millionen US-Dollar erspielt und gehört damit zu den erfolgreichsten deutschen Pokerspielern. Er gewann im März 2016 das Main Event der World Poker Tour und im August 2022 ein Bracelet bei der World Series of Poker Online.

## Persönliches
Schillhabel stammt aus Düsseldorf und lebt in Wien. Neben seiner Pokerkarriere war er als Amateurfußballspieler aktiv und spielte als Stürmer für die erste und zweite Mannschaft des Lohausener SV in der Kreisliga. Schillhabel studierte bis 2015 Soziologie an der Universität Duisburg-Essen und arbeitete im Verkauf. Im Juli 2018 gründete er zusammen mit einigen anderen Pokerspielern wie Fedor Holz und Steffen Sontheimer ein E-Sport-Team namens No Limit Gaming und leitet die GmbH seitdem als Geschäftsführer. Ziel des Projekts ist es, Erfolge und Erfahrungen aus dem Poker auf den E-Sport-Sektor zu übertragen.

## Pokerkarriere

### Werdegang
Schillhabel spielt online unter den Nicknames baeks22 (PokerStars) und Karl-Heinz55 (partypoker).
Seine erste Geldplatzierung bei einem Live-Turnier erzielte Schillhabel Ende August 2013 bei der European Poker Tour (EPT) in Barcelona. Im März 2014 erreichte er beim Main Event der Eureka Poker Tour in Wien den 15. Platz und erhielt rund 12.000 Euro. Ende März 2015 kam er erstmals beim Main Event der EPT ins Geld und erreichte in Malta den Finaltisch bei einem Feld von 895 Spielern. Für seinen vierten Platz erhielt Schillhabel sein bis dahin höchstes Preisgeld von 260.500 Euro. Im Juni 2015 war er erstmals bei der World Series of Poker im Rio All-Suite Hotel and Casino am Las Vegas Strip erfolgreich und erreichte bei drei Turnieren der Variante No Limit Hold’em die Geldränge. Im März 2016 siegte Schillhabel beim Main Event der World Poker Tour in San José und setzte sich dafür gegen ein Feld von 752 Spielern durch. Damit sicherte er sich ein Preisgeld von rund 1,3 Millionen US-Dollar. Im Dezember 2016 gewann Schillhabel ein Event der Eureka Poker Tour in Prag mit einer Siegprämie von knapp 250.000 Euro. Beim Super High Roller Bowl 2017 erreichte er Anfang Juni 2017 den Finaltisch und beendete das Turnier auf dem dritten Platz für 2,4 Millionen Dollar Preisgeld. Mitte Oktober 2017 gewann Schillhabel das Side-Event der Triton Poker Series in Macau mit einer Siegprämie von umgerechnet rund 750.000 Dollar. Anfang Dezember 2017 wurde er beim Super High Roller des Five Diamond World Poker Classic im Bellagio Dritter für 624.000 Dollar und gewann wenige Tage später an gleicher Stelle ein High-Roller-Event für rund 350.000 Dollar. Mitte Januar 2018 siegte Schillhabel auch beim Super High Roller der Lucky Hearts Poker Open in Hollywood, Florida, mit einer Siegprämie von 493.000 Dollar. Bei der aufgrund der COVID-19-Pandemie erstmals auf dem Onlinepokerraum GGPoker ausgetragenen World Series of Poker Online erreichte er Anfang September 2020 beim Main Event den Finaltisch, den er auf dem mit knapp 470.000 US-Dollar dotierten siebten Platz beendete. Bei der World Series of Poker Online Mitte August 2022 gewann der Deutsche bei GGPoker das Auftaktevent und sicherte sich ein Bracelet sowie eine Auszahlung von knapp 300.000 US-Dollar. Wenige Tage später erreichte er beim EPT High Roller in Barcelona den Finaltisch und erhielt aufgrund eines Deals mit Rui Ferreira und László Molnár rund 700.000 Euro, womit Schillhabel die Marke von 10 Millionen US-Dollar an kumulierten Turnierpreisgeldern durchbrach.

### Preisgeldübersicht
| Jahr   | Preisgeld (in $) | Turniersiege |
| ------ | ---------------- | ------------ |
| 2013   | 775              | 0            |
| 2014   | 68.697           | 1            |
| 2015   | 369.916          | 0            |
| 2016   | 1.818.278        | 3            |
| 2017   | 5.490.285        | 3            |
| 2018   | 1.509.911        | 2            |
| 2019   | 85.428           | 0            |
| 2020   | 7.857            | 0            |
| 2021   | 64.831           | 0            |
| 2022   | 776.306          | 0            |
| 2023   | 122.695          | 0            |
| 2024   | 0                | 0            |
| gesamt | 10.314.979       | 9            |